# Bruno Covas
Bruno Covas Lopes (n. 7 aprilie 1980, Santos, São Paulo, Brazilia – d. 16 mai 2021, São Paulo, São Paulo, Brazilia) a fost un avocat, economist și politician brazilian. El a fost primarul orașului São Paulo în perioada 6 aprilie 2018 - 3 mai 2021. A părăsit această funcție din cauza îmbolnăvirii de cancer.